# Zubivka (okres Mukačevo)
Zubivka (ukrajinsky Зубі́вка, maďarsky Beregfogaras, česky a slovensky Fogaraš) je obec ve vesnické komunitě Vyšný Koropec (ukrajinsky Верхній Коропець), v mukačevském okrese Zakarpatské oblasti Ukrajiny. V roce 2025 zde žilo 401 obyvatel. Součástí obce je ves Sofija.

## Historie
První písemná zmínka této obci pochází z roku 1550. Do uzavření Trianonské smlouvy byla součástí Uherska, poté byla součástí Československa. Za první československé republiky byla vedena pod názvem Fogaraš. Od roku 1945 byla součástí Ukrajinské sovětské socialistické republiky, která byla jednou ze svazových republik Sovětského svazu, nakonec od roku 1991 je součástí samostatné Ukrajiny.

## Osobnosti
- Jurij Čori (1935–2019), rusínský spisovatel, etnograf a jazykovědec